# Fumagina

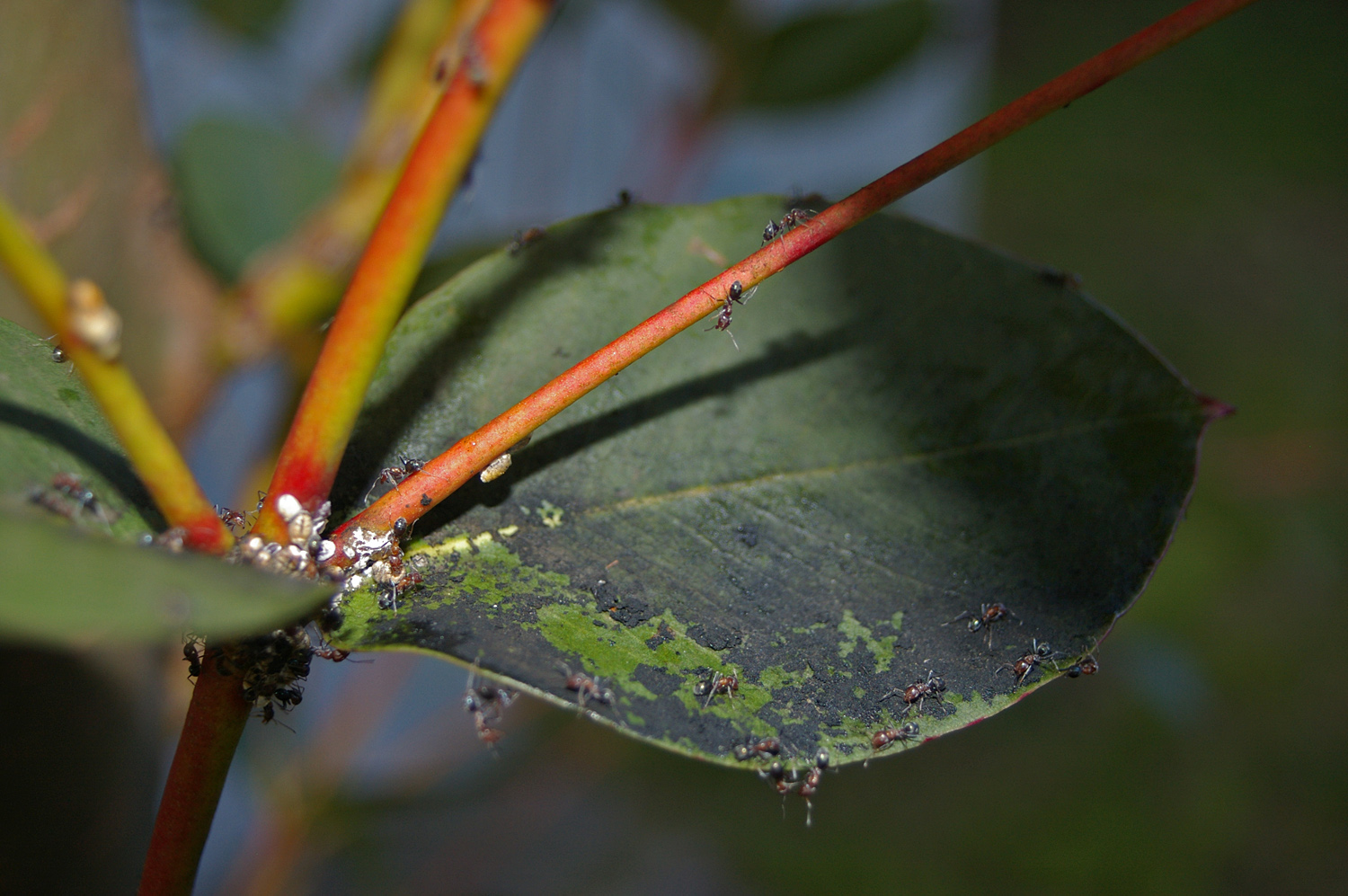
Hoja de eucaliptus con fumagina.

La fumagina es una patología de las plantas producida por el desarrollo de un hongo saprofito 
Es muy corriente la fumagina en el olivo que se desarrolla sobre la melaza que produce el insecto Saissetia oleae cuando ataca la planta o en el excretado miedo pegajoso de las mosca blancas (Trialeurodes vaporariorum y Bemisia tabaci) en la Poinsettia (o flor de pascua).

## Síntomas
El aspecto de la fumagina es carbonoso y está compuesto de las estructuras fúngicas epifíticas de Capnodium sp.  Otros géneros de hongos como por ejemplo Cladosporium, Alternaria y Torula también producen estructuras negras pero la distribución en la planta y las condiciones predisponentes suelen ser diferentes.    Además Cladosporium y Alternaria además de patógenos son parásitos y se diferencian fácilmente con el microscopio óptico. 
Capnodium spp son hongos saprofitos y no se alimentan de la planta viva sino que solo la utilizan como soporte. En realidad se alimentan de las secreciones azucaradas que producen diversos insectos como los homópteros, áfidos, aleiródidos, cóccidos, fulgoromorfos, etc.
La fumagina se presenta inicialmente como una capa fina de color negro que es el micelio del hongo que se desarrolla sobre los órganos de la planta (hojas, tallos, frutos) donde los insectos han dejado sus secreciones azucaradas. Más tarde esta capa engrosa y se hace una costra. Estas capas son resistentes a desprenderse solo con agua, pero sí lo hacen si se le añade algún detergente.

## Daños
La fumagina le quita superficie fotosintética a la planta y valor comercial a los frutos. Repercute en la calidad y cantidad de la producción de los productos agrícolas. Los consumidores rechazan productos manchados con fumagina. 
La cobertura que hace la fumagina impide la fotosíntesis y la acción de los estomas.

## Factores favorables
La condición necesaria es la presencia abundante de secreción azucarada producida por ciertos insectos. Las condiciones atmosféricas favorables son la elevada humedad y la poca iluminación de las plantas. 

## Control
El desarrollo de la fumagina se puede controlar con tratamientos fungicidas. También es eficaz pulverizar las partes afectadas con agua y detergente. Pero estos tratamientos no son eficaces si no se eliminan los insectos que produzcan la melaza azucarada sobre la que se desarrolla.